# NGC 1377
NGC 1377 je galaksija u zviježđu Eridan.

## Vanjske poveznice
- SEDS: NGC 1377